# Gust Adriaensen
August (Gust) Adriaensen (Beerse, 27 januari 1947) is een Belgisch voormalig politicus voor de SP/sp.a. Hij was burgemeester van Beerse.

## Levensloop
Adriaensen begon zijn politieke carrière als gemeenteraadslid te Vlimmeren. Na de fusie met Beerse in 1977 werd hij schepen van ruimtelijke ordening en huisvesting, een mandaat dat hij uitoefende tot zijn aanstelling tot burgemeester in 1983. Dit mandaat bekleedde hij een legislatuur, tot 1988. Na de lokale verkiezingen van 2000 werd hij opnieuw aangesteld als burgemeester. Hij leidde een meerderheid van Inzet (kartel sp.a en onafhankelijken), VLD, Agalev/Groen! en VLIM.BE. Na de stembusgang van 2006 werd hij opgevolgd door Staf Willemsens (CDE) als burgemeester. Na de gemeenteraadsverkiezingen van 2018 nam hij afscheid van de politiek.